# Obsazení Sorbonny 2006

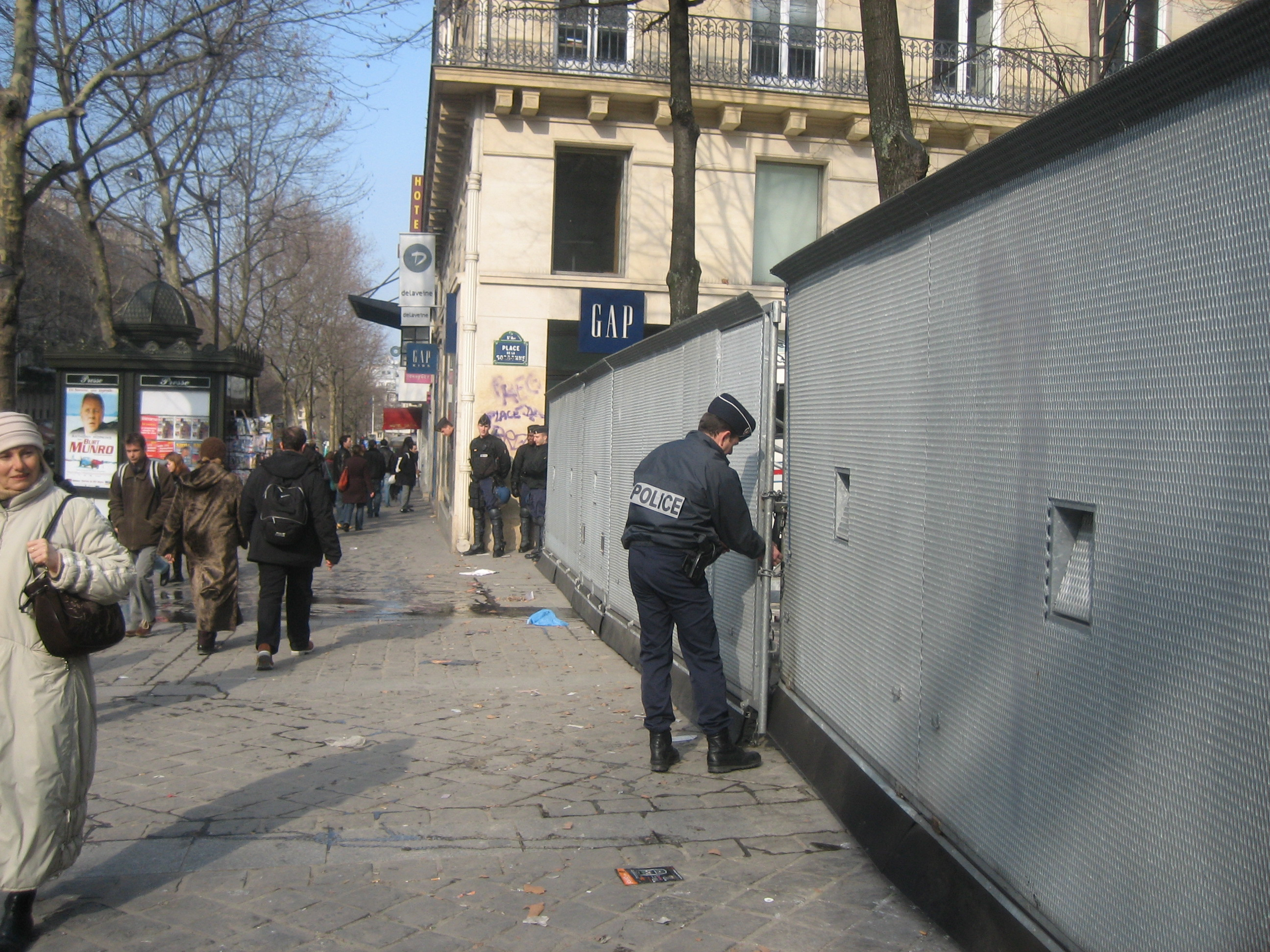
Uzavřené náměstí před Sorbonnou (18. března)

Obsazení Sorbonny v roce 2006 proběhlo od 8. do 10. března během studentských protestů proti vládnímu návrhu zákona prvního zaměstnání a zákona o rovných příležitostech.

## Chronologie hlavních událostí
Zatímco mnoho pařížských univerzit už bylo ve stávce a uzavřeno v rámci protestního hnutí proti zákonům, na samotné Sorbonně byl klid po celý týden předcházející její okupaci. V pátek 3. března svolali členové protestního hnutí společné setkání, ale rektor se rozhodl uzavřít okamžitě budovu. Výuka byla ukončena a studenti a učitelé neměli přístup do areálu. Po víkendu výuka pokračovala normálně v pondělí 6. března, ale v úterý 7. března byla fakulta opět uzavřena a vstup byl zablokován jednotkami CRS.

### Středa8. března
Několik stovek osob na společném setkání odhlasovalo stávku a zablokování Sorbonny. Asi 100 až 150 lidí přenocovalo ze 8. na 9. března v posluchárně Descartes. Rektor univerzity vyslal vozy CRS před vchod školy s cílem odepřít vstup dalším protestujícím.

### Čtvrtek9. března
Pozdě odpoledne 300-400 studentů protestovalo před uzavřenou Sorbonnou, která byla uvnitř obsazena asi 60 studenty. Kolem půl desáté večer bylo před Sorbonnu povoláno velké množství četníků.

### Pátek10. března
V sousední univerzitní budově se konalo setkání studentů, po kterém asi 1500 osob protestovalo proti zákonu a za stažení pořádkové policie od Sorbonny. Demonstranti přišli před Sorbonnu, někteří obešli policejní kordon přes Rue Saint-Jacques a pronikli nezajištěným oknem do budovy. Ve večerních hodinách někteří vyšplhali přes lešení a dostali se do budovy přes prostory École des chartes.

### Sobota11. března
Ve 4 hodiny ráno bylo osazenstvo Sorbonny evakuováno policií. Jednotky CRS obdrželi povolení k zásahu od rektora již ve 22,30 předchozího dne, ale počkaly, až se shromážděný dav před budovou rozptýlí. Vytlačení studenti začali stavět barikády na bulvárech Saint-Michel a Luxembourg. Policie obklopila demonstranty. 27 z nich bylo zadrženo pro kontrolu totožnosti a poté během dne propuštěno. Ministr školství Gilles de Robien navštívil areál Sorbonny, aby prohlédl škody, které vznikly během obsazení a vyklizení budovy.

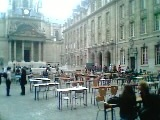
Nádvoří Sorbonny 25. dubna

### Pondělí24.a úterý25. dubna
Univerzita byla znovu otevřena 24. dubna v napjaté atmosféře. Premiér Dominique de Villepin přednesl druhého dne na Sorbonně proslov, což někteří studenti chápali jako provokaci a vyhrožovali novým obsazením. Po klidném ránu, kdy výuka probíhala normálně, byla Sorbonna opět obsazena, ovšem méně dramaticky než v březnu. Na střechách byly vyvěšeny nápisy vyzývající k demonstraci. Večer příslušníci CRS vyklidili budovu. K dalšímu obsazení již nedošlo. Poslední akcí bylo umístění stolů a židlí na nádvoří Sorbonny 25. dubna, kde se diskutovalo.